# بوریسلاو
بوریسلاو (به چکی: Bořislav) یک منطقهٔ مسکونی در جمهوری چک است که در ناحیه تپلیتسه واقع شده‌است. بوریسلاو ۷٫۴۹ کیلومتر مربع مساحت و ۳۶۰ نفر جمعیت دارد و ۳۶۱ متر بالاتر از سطح دریا واقع شده‌است.